# Kontener (transport)

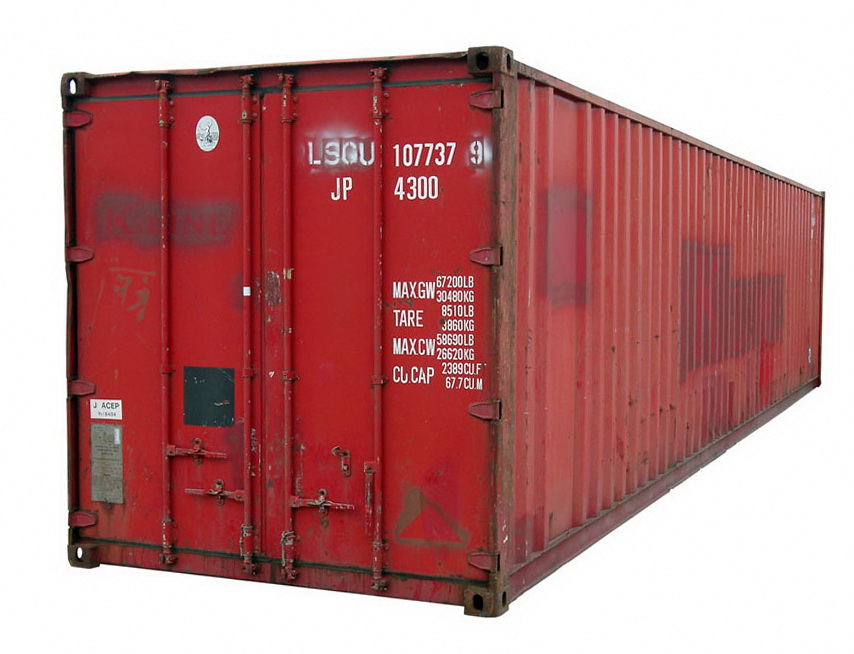
Kontener 40 stopowy

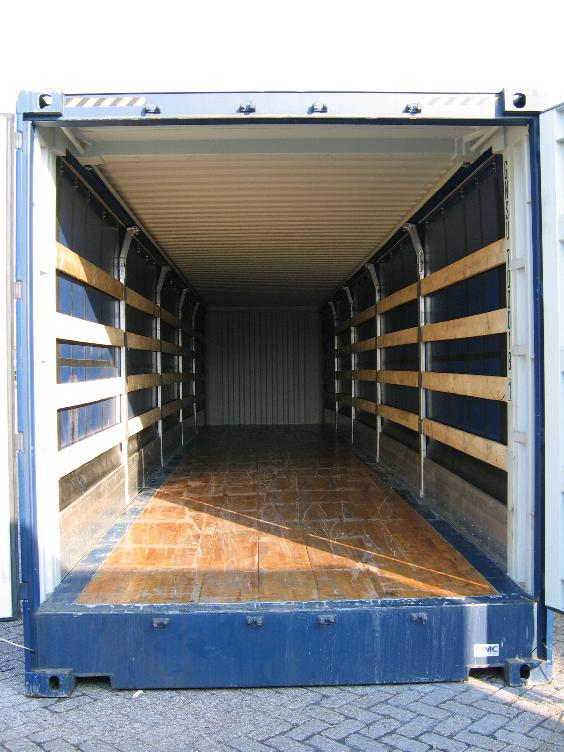
Wnętrze kontenera

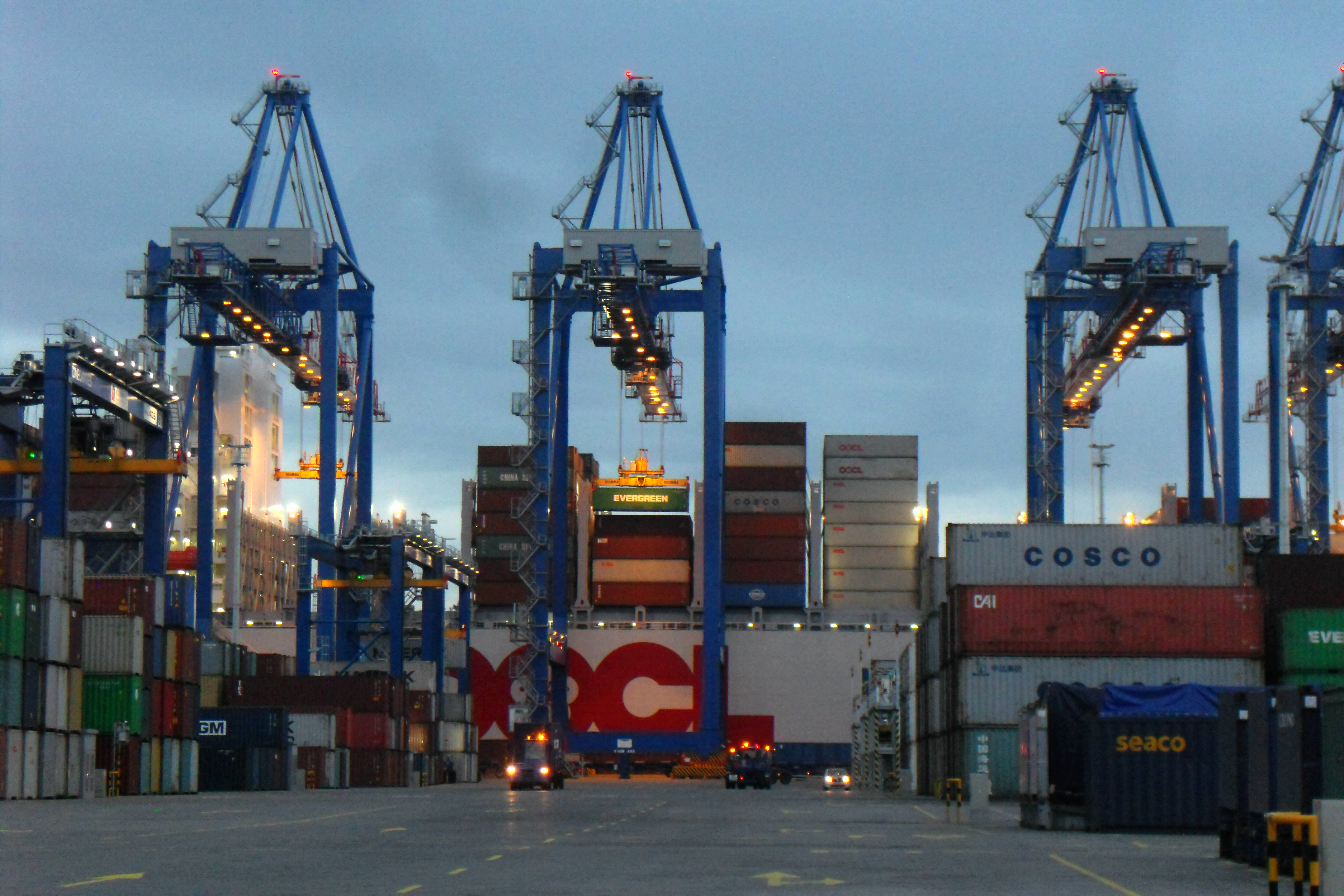
Suwnice przeładowują kontenery w Terminalu kontenerowym Baltic Hub w porcie w Gdańsku

Kontener – skrzynia, zazwyczaj metalowa, o zunifikowanych wymiarach i konstrukcji, służąca do przewozu drobnicy (zapakowanej zazwyczaj w opakowania kartonowe, paczki, skrzynie, worki, czasami dodatkowo umieszczonych na europaletach).
Ujednolicenie wymiarów kontenerów pozwala przyspieszyć operacje przeładunku oraz stosować wyspecjalizowany sprzęt. Kontener chroni również przewożony ładunek przed uszkodzeniami mechanicznymi i warunkami atmosferycznymi. Popularność tej metody transportu ładunków sprawiła, że w typowym szkielecie kontenera transportowane są także np. cysterny czy ładunki jednostkowe.

## Historia
Pierwsze kontenery powstały przed 1914 r. UNCTAD Report on Unitization of Cargo w 1970 r. wskazało, że w 1906 użyto stalowej, nieprzystosowanej do piętrzenia, skrzyni metalowej o wymiarach 18' × 8' × 8'. Przewoźnikiem była firma Bowling Green Lift-Van Company z Nowego Jorku. Od 1929 r. kontenerami przewożono bagaże pasażerów pociągu Golden Arrow w relacji Londyn-Paryż.
W Europie UIC w 1934 r. opracowało pierwszy standard dla kontenerów do transportu drogowego i kolejowego.
W Polsce pierwszy projekt systemu kontenerowego opracował w 1919 r. ppłk inż. Stanisław Rodowicz.
Prekursorem współczesnego transportu kontenerowego jest Amerykanin Malcolm McLean, który w 1955 r. cały swój majątek zainwestował w przebudowę tankowca na pierwszy w świecie kontenerowiec. 26 marca 1956 r. statek ten, nazwany Ideal X, wypłynął w swój pierwszy rejs z ładunkiem 35-stopowych kontenerów z Newark do Houston.
Wzrastająca koniunktura gospodarcza powodowała zwiększenie obrotu towarami. Dotychczasowe metody transportu morskiego przyczyniały się w tej sytuacji do coraz częstszego występowania zjawiska kongestii. Koncepcja umieszczenia małych, drobnych partii ładunkowych, wymagających kosztownych i czasochłonnych manipulacji przeładunkowo-składowych w dużym metalowym pojemniku jakim jest kontener znalazła szybko zastosowanie.
Początkowo transport kontenerowy odbywał się wyłącznie adaptowanymi specjalnie do tego rodzaju przewozów jednostkami pływającymi. Niecałe 10 lat od debiutu Ideal X wodowano w Australii pierwszy specjalistyczny kontenerowiec przeznaczony wyłącznie do przewozu kontenerów. W kwietniu 1966 r. przypłynął z USA do Europy SS Fairland, przywożąc na pokładzie 226 kontenerów.
Wraz z upływem lat sposób transportu kontenerów określony mianem port-port, przekształcił się w transport w relacji dom-dom. Oprócz specjalnych pojazdów samochodowych do przewozu kontenerów na dłuższych trasach lądowych zaczęto wykorzystywać kolej. Np. w Wielkiej Brytanii pierwszy pociąg towarowy załadowany kontenerami odjechał z Londynu do Glasgow 15 listopada 1966 r. Powstawała specjalistyczna infrastruktura przeładunkowa w głębi lądu oraz w portach morskich (terminalach kontenerowych), a ze szlaków znikały drobnicowce. W obecnej chwili aż 90% drobnicy jest transportowane w kontenerach.

## Definicja kontenera
Komitet techniczny ISO TC 104 opracował w 1968 następującą definicję kontenera:
- jest to urządzenie transportowe trwałe o konstrukcji gwarantującej wielokrotne użycie,
- budowa jego umożliwia przewóz jednym lub wieloma środkami transportu bez konieczności przeładowywania zawartego w nim ładunku,
- jest odpowiednio wyposażone, w celu ułatwienia mocowania, manipulowania oraz przeładunku z jednego środka transportu na drugi,
- konstrukcja jego umożliwia łatwy załadunek i rozładunek towarów.

Dokonano również w tym samym roku ustalenia ogólnoświatowego standardu określającego: wymiary, maksymalną masę brutto, oznakowanie, sprecyzowano konstrukcję kontenerów oraz ich wytrzymałość.

## Wymiary
Standaryzowane do długości 20 stóp (1 kontener 20-stopowy = 1 TEU) mogą mieć również długość 30, 40 lub 45 stóp. Obecnie kontenery są najpopularniejszą jednostką ładunkową w transporcie zarówno lądowym, jak i morskim, dzięki łatwości przeładunku i transportu. Wewnątrz kontenera zazwyczaj umocowane są haki i punkty zaczepień. Maksymalna ładowność kontenera zazwyczaj nie przekracza 28 ton. Kontenery posiadają numery o składni ABCD 123456-7 (cztery litery, sześć cyfr i cyfra kontrolna)

### Wymiary kontenera ISO
| Typ | Długość zew. mm | Długość wew. mm | Szerokość zew. mm | Szerokość wew. mm | Wysokość zew. mm | Wysokość wew. mm | Maksymalna masa ton | Kubatura wew. m³ |
| --- | --------------- | --------------- | ----------------- | ----------------- | ---------------- | ---------------- | ------------------- | ---------------- |
| 1AA | 12192           | 11998           | 2438              | 2330              | 2591             | 2350             | 30,48               | 65,7             |
| 1A  | 12192           | 11998           | 2438              | 2330              | 2438             | 2197             | 30,48               | 61,4             |
| 1AX | 12192           | 11998           | 2438              | 2330              | <2438            | -                | 30,48               | -                |
| 1BB | 9125            | 8931            | 2438              | 2330              | 2591             | 2350             | 25,4                | 48,9             |
| 1B  | 9125            | 8931            | 2438              | 2330              | 2438             | 2197             | 25,4                | 45,7             |
| 1BX | 9125            | 8931            | 2438              | 2330              | <2438            | -                | 25,4                | -                |
| 1CC | 6058            | 5867            | 2438              | 2330              | 2591             | 2350             | 20,32               | 32,1             |
| 1C  | 6058            | 5867            | 2438              | 2330              | 2438             | 2197             | 20,32               | 30               |
| 1CX | 6058            | 5867            | 2438              | 2330              | <2438            | -                | 20,32               | -                |
| 1D  | 2991            | 2802            | 2438              | 2330              | 2438             | 2197             | 10,16               | 14,3             |
| 1DX | 2991            | 2802            | 2438              | 2330              | <2438            | -                | 10,16               | -                |

Kontenery 1C potocznie nazywane są standardowymi 20 stopowymi, kontenery 1A potocznie nazywane są 40 stopowymi.

## Rodzaje kontenerów
Ze względu na przeznaczenie i budowę rozróżniamy następujące typy kontenerów:
- kontener uniwersalny ogólnego przeznaczenia – general purpose „dry van” – przeznaczony do przewozu: towarów w opakowaniach kartonowych, paczkach, skrzyniach, workach, balach, paletach, bębnach;
- kontener o podwyższonej wysokości – high cube;
- kontener o podwyższonej wysokości i szerokości – high cube palletwide – do przewozu europalet;
- kontener o kontrolowanej temperaturze – temperature controlled – do przewozu ładunków w temperaturze od –25 °C do +25 °C, oprócz kontenerów klimatyzowanych wśród nich wyróżnia się inne:
  - kontener chłodniczy – refrigerated container,
  - kontener izotermiczny – insulated container,
  - kontener ogrzewany – heated container,
  - kontener termiczny – thermal container,
  - kontener termiczny mechanicznie chłodzony – mechanically refrigerated container,
- kontener z otwartym dachem – open top „bulktainers” – przeznaczony do przewozu ładunków masowych, maszyn;
- kontener o bokach otwartych – open side – do przewozu ponadnormatywnych ładunków;
- kontener z otwartym dachem i bokiem – flushfolding flat-rack container – dla ładunków ciężkich i gabarytowych;
- kontener platforma – platform container – jw., posiadają wytrzymałą podłogę dla ładunków o dużych naciskach punktowych;
- kontener z wentylacją – ventilated container – do przewozu ładunków organicznych;
- kontener cysterna – tank container – do przewozu ładunków płynnych;
- kontener o podłodze tocznej – rolling floor – przeznaczony dla trudnych do przemieszczenia ładunków;
- kontener do przewozu gazów – Gas Bottle;
- kontener agregat – Generator – mieszczący w sobie urządzenia gotowe do pracy np. zespoły prądotwórcze, stacje uzdatniania wody, radiostacje itp.;
- kontener składany – Collapsible ISO;
- kontener o zdejmowalnej obudowie (ścianach wraz sufitem);
- kontener wraz z podporami do samo załadunku Swapbody [6].

## Sposoby przewozu kontenerów
Rozmiary kontenerów, ich właściwości konstrukcyjne powodują, że do ich przewozu wykorzystuje się specjalistyczne środki transportowe. Zapewniają one również ich szybki załadunek i wyładunek oraz bezpieczny przewóz.

### Transport morski

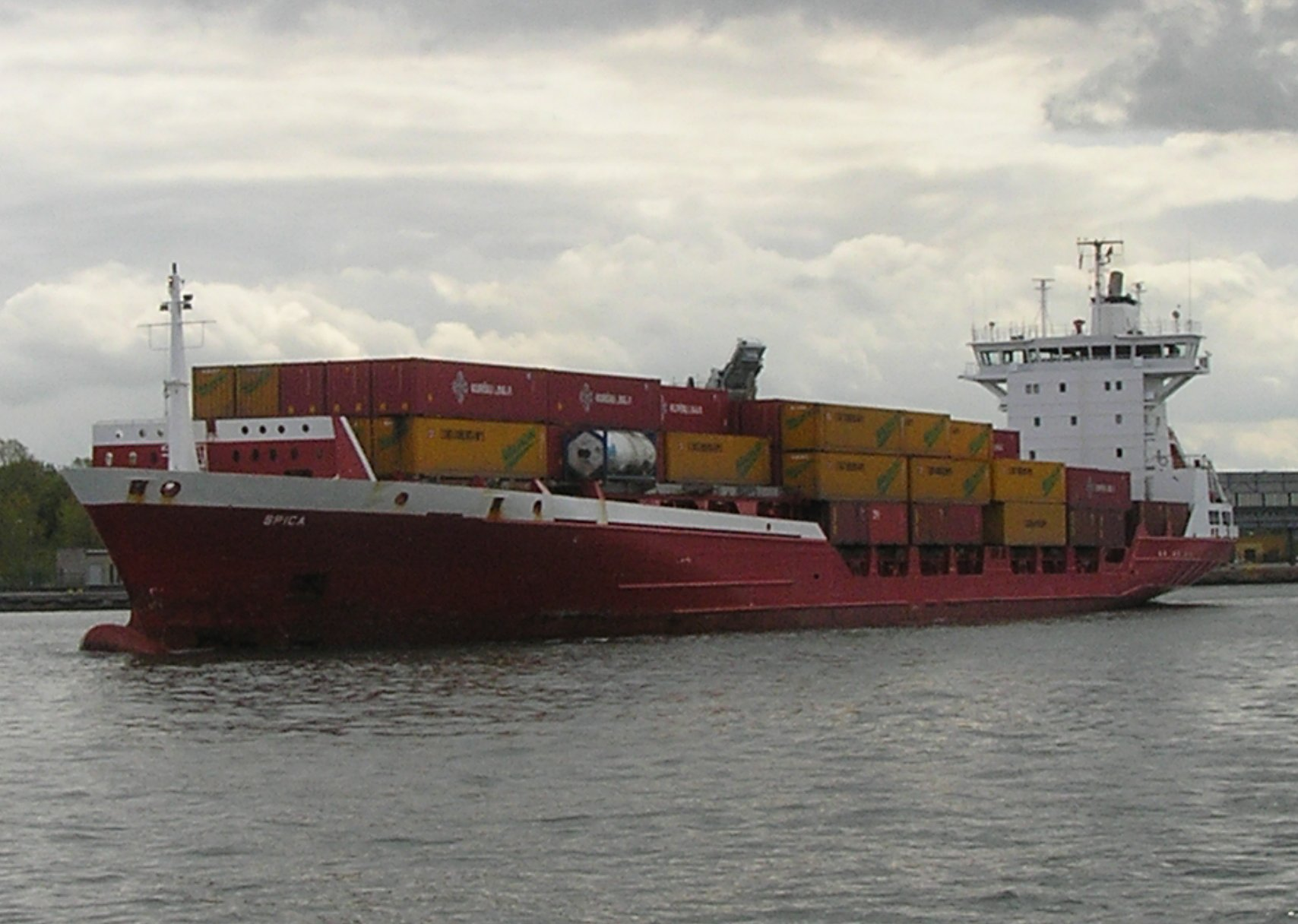
Kontenerowiec MS „Spica” wychodzi w morze

W żegludze do przewozów kontenerów wykorzystuje się następujące typy statków:
- kontenerowce – jednostki o załadunku pionowym (lo-lo, czyli lift on-lift off), najczęściej używany typ statku używany na liniach transkontynentalnych jak i w żegludze kabotażowej. Są to statki o pojemności od kilkudziesięciu do ponad 16 tysięcy TEU. Między innymi w 2012 r. zwodowano kontenerowiec o pojemności ponad 16 000 TEU (CMA CGM Marco Polo);
- semikontenerowce – statki częściowo przystosowane do przewozu kontenerów (tzw. półpojemnikowiec, półkontenerowiec), wykorzystywane na kierunkach o niewielkim strumieniu ładunku kontenerów, mogą również przewozić drobnicę;
- rorowce – statki do przewozów ładunków tocznych, charakteryzują się poziomym systemem przeładunkowym (ro-ro, czyli roll on-roll off), znaczną część przewożonych przez nie ładunków stanowią kontenery.

### Transport śródlądowy
W żegludze śródlądowej do transportu kontenerów wykorzystuje się statki o załadunku pionowym (Lo-Lo) jako pojedyncze statki do kilkudziesięciu kontenerów (CMS), jak i zestawy pchane oraz popularniejsze zestawy „kombi” (KVB). W Polsce ze względu na degradację szlaków wodnych ta gałąź transportu nie istnieje.

### Transport kolejowy
W tym rodzaju transportu wykorzystywane są specjalne wagony kontenerowe i wagony-platformy. Są to jedynie stalowe konstrukcje ramowe oparte na dwóch lub czterech osiach, na których nie ma podłogi, ścian bocznych ani dachu. Wyposażone są za to w odpowiednią liczbę czopów do mocowania kontenerów. Wagony platformy różnią się od nich jedynie obecnością podłogi. W USA i Kanadzie wykorzystuje się również wagony umożliwiające przewóz kontenerów w dwóch warstwach.

### Transport samochodowy
Transport kontenerów po drogach odbywa się samochodami ciężarowymi zazwyczaj składającymi się z dwóch części – ciągnika siodłowego i naczepy podkontenerowej. Naczepa tego typu jest specjalną, stalową konstrukcją ramową, składającą się z dwóch dźwigarów podłużnych i dwóch lub trzech poprzecznych umieszczoną na trzech osiach. Również tak jak w przypadku wagonów kolejowych są wyposażone w czopy do mocowania tego rodzaju ładunku. Przepisy międzynarodowe dopuszaczają maksymalną ładowność pojazdów drogowych do 2 TEU.

## Najwięksi przewoźnicy kontenerów
| Armator                             | Pojemność TEU | Udział w rynku | Liczba statków |
| ----------------------------------- | ------------- | -------------- | -------------- |
| A.P. Moller-Maersk Group            | 2 024 243     | 15,0%          | 538            |
| Mediterranean Shipping Company S.A. | 1 518 803     | 11,3%          | 409            |
| CMA CGM                             | 1 024 735     | 7,6%           | 365            |
| Evergreen Marine Corporation        | 594 154       | 4,4%           | 162            |
| American President Lines            | 531 865       | 3,9%           | 135            |
| Hapag-Lloyd                         | 482 943       | 3,6%           | 125            |
| COSCO                               | 469 848       | 3,5%           | 146            |
| China Shipping Container Lines      | 449 469       | 3,3%           | 139            |
| NYK Line                            | 412 711       | 3,1%           | 109            |
| Hanjin Shipping                     | 406 462       | 3,0%           | 90             |